# ژاک ارلن
ژاک اِرلَن (فرانسوی: Jacques Herlin‎؛ ۱۷ اوت ۱۹۲۷ – ۷ ژوئن ۲۰۱۴) بازیگر اهل فرانسه بود.

## فیلم‌شناسی
- دو میسیونر
- قمار
- آستریکس و اوبلیکس: خدا حافظ خاک بریتانیا
- یک سال خوب
- کُنتس از خنده مُرد
- از خدایان و انسان‌ها
- پیام‌آور: داستان ژاندارک
- پاریس منهتن
- سیلاب بهاری
- در آغاز
- بلوار
- یانکی
- نوبت توست که بمیری
- یک داستان عاشقانه
- دوشیزه‌ای برای شاهزاده
- نبرد ربات‌ها
- قصر لذت
- سوزان، خانم صاحبخانه لان
- خانم صاحبخانه هم روابط عاشقانه دارد
- گرفتار
- بدرود، ملکه من
- شفت در آفریقا
- مرد سال
- موسی قانون‌گذار
- حیوانات
- کلید خاموش